# Glijdend rijm
Glijdend rijm, ook onzijdig rijm genoemd, is begin-, half-, vol- of rijk rijm waarbij na de beklemtoonde rijmende lettergreep twee onbeklemtoonde lettergrepen volgen.
- kinderen - klauteren (beginrijm)
- kinderen - willende (halfrijm)
- kinderen - hinderen (volrijm)